# 愛知医科大学
愛知医科大学（あいちいかだいがく、英語: Aichi Medical University）は、愛知県長久手市にある私立大学。
学校法人愛知医科大学によって運営されている。附属病院については愛知医科大学病院を参照。

## 沿革
- 1963年（昭和38年）12月28日 - 学校法人飯田学園創立・弥富高等学校設置認可[1]。
- 1971年（昭和46年）12月25日 - 愛知医科大学（医学部医学科）設置認可[2]・学校法人愛心会に改称[1]。
- 1972年（昭和47年）
  - 1月28日 - 守山十全病院を附属病院に改組[1]。
  - 4月11日 - 第一回入学式[1]。
- 1974年（昭和49年）
  - 6月1日 - 附属病院を長久手町の現在地に移転[1]。
  - 9月9日 - 高等看護学院設置認可[1]。
- 1976年（昭和51年）
  - 3月31日  - 弥富高等学校を愛知医科大学より分離[1]。
  - 9月20日 - 高等看護学院を看護専門学校へ改組。
- 1977年（昭和52年）12月5日 - 学校法人愛知医科大学に改称[1]。
- 1980年（昭和55年）3月 - 大学院医学研究科設置認可[2]。
- 1999年（平成11年）12月 - 看護学部設置認可[2]。
- 2002年（平成14年）4月 - 看護専門学校廃止[2]。
- 2003年（平成15年）11月 - 大学院看護学研究科設置認可[2]。
- 2008年（平成20年）4月 - 総合医学研究機構、臨床試験センター、先端医学・医療研究拠点、看護実践研究センターを設置、総合医学研究機構を改組[2]。
- 2012年（平成24年）3月 - 先端医学・医療研究拠点を廃止、翌月に先端医学研究センターを設置[2]。
- 2018年（平成30年）4月 - 愛知県立長久手高等学校医療看護コース設置による高大連携協定の締結[2]。
- 2021年（令和3年）4月 - 医療法人愛整会北斗病院を事業承継し、岡崎市に愛知医科大学メディカルセンターを開設[3]。
- 2022年（令和4年）
  - 2月 - 愛知医科大学メディカルクリニック閉院[2]。
  - 3月28日 - 愛知学院大学と包括連携協定を締結[4]。
- 2025年（令和7年）4月 - 看護学研究科 看護学専攻に博士課程開設予定。

## 教育・研究組織

### 学部
- 医学部
  - 医学科
- 看護学部
  - 看護学科

### 大学院
- 医学研究科（博士課程）
  - 基礎医学系専攻
  - 臨床医学系専攻
- 看護学研究科（修士課程、博士課程開設予定）
  - 看護学専攻

## 附属機関
- 愛知医科大学病院

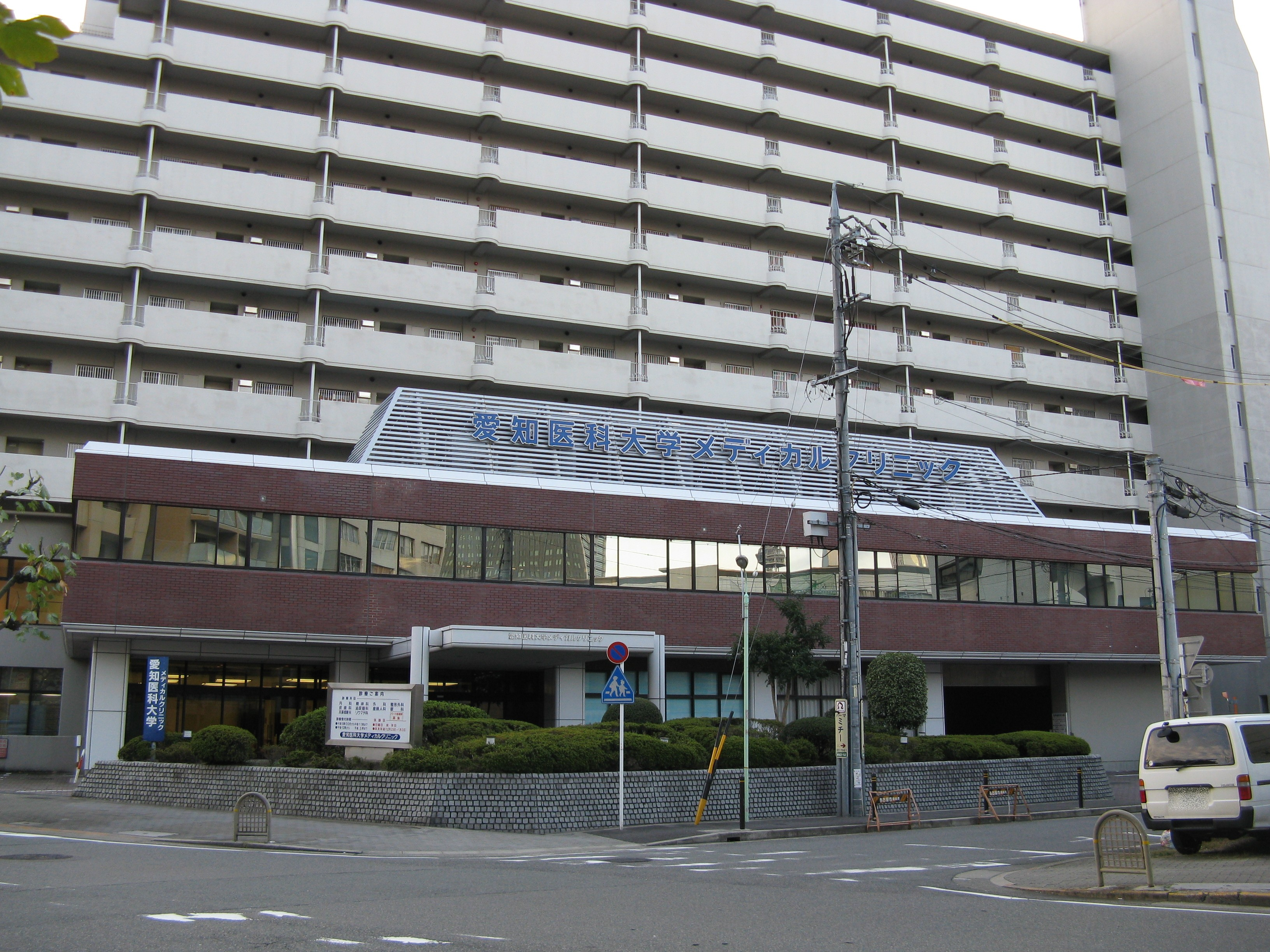
メディカルクリニック

- 愛知医科大学メディカルセンター（岡崎市仁木町字川越17-33）
- メディカルクリニック（名古屋市東区東桜二丁目12-1）
- 分子医科学研究所
- 運動療育センター
- 産業保健科学センター
- 加齢医科学研究所
- 核医学センター
- 研究機器センター
- 薬毒物分析センター
- 医学教育センター
- 看護実践研究センター

上記のうち、加齢医科学研究所は、献体を受けたヒトの脳を冷凍保存するブレインバンクを1993年から運営し、認知症などの研究に役立てている。

## 大学関係者
- 太田元次 - 元理事長

### 歴代の学長
- 橋本義雄（1971年 - 1976年）
- 太田元次（1976年 - 1977年）
- 荻野鉚太郎（1977年）
- 田内久（1978年 - 1982年・1985年 - 1991年）
- 岡田博（1982年 - 1985年）
- 祖父江逸郎（1991年 - 2000年）
- 佐藤啓二（2014年 - 2020年）
- 祖父江元（2020年4月 - ）

## 交通アクセス
敷地内に「愛知医科大学病院」および「愛知医大」バス停があり、名鉄バス・N-バス・あさぴー号・瀬戸市コミュニティバスが乗り入れている。

## 公式サイト
- 愛知医科大学
- 愛知医科大学メディカルセンター